# Zuid-Amerikaans kampioenschap voetbal onder 20 - 2003
Het Zuid-Amerikaans kampioenschap voetbal onder 20 van 2003 was de 21e editie van het Zuid-Amerikaans kampioenschap voetbal onder 20, een CONMEBOL-toernooi voor nationale ploegen van spelers onder de 20 jaar. Tien landen namen deel aan dit toernooi dat van 4 januari tot en met 28 januari in Uruguay werd gespeeld. Argentinië werd voor de vierde keer winnaar.
Dit toernooi dient tevens als kwalificatietoernooi voor het wereldkampioenschap voetbal onder 20 van 2003. De vier beste landen van dit toernooi plaatsen zich, dat zijn Argentinië, Brazilië, Paraguay en Colombia.

## Stadions
| Colonia del Sacramento                        | Maldonado                                   | Montevideo                            |
| --------------------------------------------- | ------------------------------------------- | ------------------------------------- |
| Estadio Suppici Capaciteit: 12.000            | Estadio Domingo Burgueño Capaciteit: 22.000 | Estadio Centenario Capaciteit: 60.000 |
|                                               |                                             |                                       |
| · Maldonado Colonia del Sacramento Montevideo |                                             |                                       |

## Groepsfase

### Groep A
| Pos. | Land     | GW | W | G | V | DV | DT | +/− | Ptn. |
| ---- | -------- | -- | - | - | - | -- | -- | --- | ---- |
| 1    | Brazilië | 4  | 4 | 0 | 0 | 15 | 0  | +15 | 12   |
| 2    | Uruguay  | 4  | 3 | 0 | 1 | 10 | 4  | +6  | 9    |
| 3    | Ecuador  | 4  | 2 | 0 | 2 | 4  | 6  | –2  | 6    |
| 4    | Bolivia  | 4  | 1 | 0 | 3 | 3  | 12 | –9  | 3    |
| 4    | Peru     | 4  | 0 | 0 | 4 | 3  | 13 | –10 | 0    |

|                      |                                       |     |      |                                                                      |
| 4 januari 2003 17:00 | Brazilië                              | 3–0 | Peru | Estadio Centenario, Montevideo Scheidsrechter: Héctor Baldassi (ARG) |
| 4 januari 2003 17:00 | Carvalho 23' André Bahia 66' Dudu 67' |     |      | Estadio Centenario, Montevideo Scheidsrechter: Héctor Baldassi (ARG) |

|                      |                             |     |         |                                                                     |
| 5 januari 2003 21:00 | Uruguay                     | 2–0 | Ecuador | Estadio Centenario, Montevideo Scheidsrechter: Carlos Chandía (CHI) |
| 5 januari 2003 21:00 | Valdez 41' G. Rodríguez 88' |     |         | Estadio Centenario, Montevideo Scheidsrechter: Carlos Chandía (CHI) |

|                      |         |                                                                                       |          |                                                                    |
| 7 januari 2003 17:15 | Bolivia | 0–7                                                                                   | Brazilië | Estadio Centenario, Montevideo Scheidsrechter: Alberto Duque (COL) |
| 7 januari 2003 17:15 |         | Carlos Alberto 8' Felipe Melo 11', 18' Dagoberto 20' (pen.), 70' Dudu 72' William 89' |          | Estadio Centenario, Montevideo Scheidsrechter: Alberto Duque (COL) |

|                      |                   |     |                                                    |                                                                        |
| 7 januari 2003 21:00 | Peru              | 1–4 | Uruguay                                            | Estadio Centenario, Montevideo Scheidsrechter: Atilio Invernizzi (PAR) |
| 7 januari 2003 21:00 | Farfán 29' (pen.) |     | G. Rodríguez 3' Martínez 14', 50' Carlos Diogo 44' | Estadio Centenario, Montevideo Scheidsrechter: Atilio Invernizzi (PAR) |

|                      |         |                                 |         |                                                                    |
| 9 januari 2003 20:00 | Bolivia | 0–2                             | Ecuador | Estadio Centenario, Montevideo Scheidsrechter: Gustavo Brand (VEN) |
| 9 januari 2003 20:00 |         | Jáuregui 22' (e.d.) Guerrón 29' |         | Estadio Centenario, Montevideo Scheidsrechter: Gustavo Brand (VEN) |

|                       |                   |     |         |                                                                      |
| 10 januari 2003 22:00 | Brazilië          | 2–0 | Uruguay | Estadio Centenario, Montevideo Scheidsrechter: Héctor Baldassi (ARG) |
| 10 januari 2003 22:00 | Carvalho 25', 76' |     |         | Estadio Centenario, Montevideo Scheidsrechter: Héctor Baldassi (ARG) |

|                       |         |                                             |          |                                                                    |
| 11 januari 2003 17:00 | Ecuador | 0–3                                         | Brazilië | Estadio Centenario, Montevideo Scheidsrechter: Alberto Duque (COL) |
| 11 januari 2003 17:00 |         | Dagoberto 29' (pen.) William 44' Wendel 80' |          | Estadio Centenario, Montevideo Scheidsrechter: Alberto Duque (COL) |

|                       |              |     |             |                                                                        |
| 12 januari 2003 19:00 | Bolivia      | 2–1 | Peru        | Estadio Centenario, Montevideo Scheidsrechter: Atilio Invernizzi (PAR) |
| 12 januari 2003 19:00 | Arce 9', 61' |     | Guevara 68' | Estadio Centenario, Montevideo Scheidsrechter: Atilio Invernizzi (PAR) |

|                       |                    |     |                   |                                                                     |
| 13 januari 2003 19:00 | Ecuador            | 2–1 | Peru              | Estadio Centenario, Montevideo Scheidsrechter: Carlos Chandía (CHI) |
| 13 januari 2003 19:00 | Miña 78' Borja 90' |     | Farfán 89' (pen.) | Estadio Centenario, Montevideo Scheidsrechter: Carlos Chandía (CHI) |

|                       |                                                     |     |                 |                                                                    |
| 13 januari 2003 21:00 | Uruguay                                             | 4–1 | Bolivia         | Estadio Centenario, Montevideo Scheidsrechter: Alberto Duque (COL) |
| 13 januari 2003 21:00 | López 11' A. Rodríguez 34' Guerrero 45+1' Porta 64' |     | J. L. Ortiz 37' | Estadio Centenario, Montevideo Scheidsrechter: Alberto Duque (COL) |

### Groep B
| Pos. | Land       | GW | W | G | V | DV | DT | +/− | Ptn. |
| ---- | ---------- | -- | - | - | - | -- | -- | --- | ---- |
| 1    | Argentinië | 4  | 4 | 0 | 1 | 7  | 3  | +4  | 9    |
| 2    | Colombia   | 4  | 3 | 0 | 1 | 7  | 3  | +4  | 9    |
| 3    | Paraguay   | 4  | 2 | 0 | 2 | 7  | 10 | –3  | 6    |
| 4    | Chili      | 4  | 1 | 0 | 3 | 3  | 4  | –1  | 3    |
| 4    | Venezuela  | 4  | 1 | 0 | 3 | 1  | 4  | –3  | 3    |

|                      |                                           |     |                        |                                                                              |
| 6 januari 2003 20:00 | Paraguay                                  | 4–2 | Chili                  | Estadio Suppici, Colonia del Sacramento Scheidsrechter: Martín Vázquez (URU) |
| 6 januari 2003 20:00 | B. López 39' Ávalos 48' D. López 63', 65' |     | Rubio 16' Corrales 51' | Estadio Suppici, Colonia del Sacramento Scheidsrechter: Martín Vázquez (URU) |

|                      |                             |     |                      |                                                                               |
| 6 januari 2003 22:00 | Argentinië                  | 2–1 | Colombia             | Estadio Suppici, Colonia del Sacramento Scheidsrechter: Wagner Tardelli (BRA) |
| 6 januari 2003 22:00 | Cavenaghi 45+2', 82' (pen.) |     | Montaño 90+1' (pen.) | Estadio Suppici, Colonia del Sacramento Scheidsrechter: Wagner Tardelli (BRA) |

|                      |           |            |          |                                                                                |
| 8 januari 2003 20:00 | Venezuela | 0–1        | Paraguay | Estadio Suppici, Colonia del Sacramento Scheidsrechter: Mauricio Reinoso (ECU) |
| 8 januari 2003 20:00 |           | Ávalos 37' |          | Estadio Suppici, Colonia del Sacramento Scheidsrechter: Mauricio Reinoso (ECU) |

|                      |       |               |            |                                                                             |
| 8 januari 2003 22:00 | Chili | 0–1           | Argentinië | Estadio Suppici, Colonia del Sacramento Scheidsrechter: Víctor Rivera (PER) |
| 8 januari 2003 22:00 |       | Cavenaghi 25' |            | Estadio Suppici, Colonia del Sacramento Scheidsrechter: Víctor Rivera (PER) |

|                       |            |             |           |                                                                               |
| 10 januari 2003 20:00 | Argentinië | 0–1         | Venezuela | Estadio Suppici, Colonia del Sacramento Scheidsrechter: Hebert Aguilera (BOL) |
| 10 januari 2003 20:00 |            | Estévez 38' |           | Estadio Suppici, Colonia del Sacramento Scheidsrechter: Hebert Aguilera (BOL) |

|                       |                    |     |       |                                                                                |
| 10 januari 2003 22:00 | Colombia           | 1–0 | Chili | Estadio Suppici, Colonia del Sacramento Scheidsrechter: Mauricio Reinoso (ECU) |
| 10 januari 2003 22:00 | Montaño 45' (pen.) |     |       | Estadio Suppici, Colonia del Sacramento Scheidsrechter: Mauricio Reinoso (ECU) |

|                       |           |                                  |       |                                                                               |
| 12 januari 2003 20:00 | Venezuela | 0–2                              | Chili | Estadio Suppici, Colonia del Sacramento Scheidsrechter: Wagner Tardelli (BRA) |
| 12 januari 2003 20:00 |           | Rodríguez 75' (e.d.) Pinilla 89' |       | Estadio Suppici, Colonia del Sacramento Scheidsrechter: Wagner Tardelli (BRA) |

|                       |                               |     |              |                                                                              |
| 12 januari 2003 22:00 | Colombia                      | 4–1 | Paraguay     | Estadio Suppici, Colonia del Sacramento Scheidsrechter: Martín Vázquez (URU) |
| 12 januari 2003 22:00 | Ruiz 15' Acosta 26', 57', 74' |     | D. López 90' | Estadio Suppici, Colonia del Sacramento Scheidsrechter: Martín Vázquez (URU) |

|                       |           |          |          |                                                                                |
| 14 januari 2003 20:00 | Venezuela | 0–1      | Colombia | Estadio Suppici, Colonia del Sacramento Scheidsrechter: Mauricio Reinoso (ECU) |
| 14 januari 2003 20:00 |           | Ruiz 55' |          | Estadio Suppici, Colonia del Sacramento Scheidsrechter: Mauricio Reinoso (ECU) |

|                       |            |     |                                            |                                                                               |
| 14 januari 2003 22:00 | Paraguay   | 1–4 | Argentinië                                 | Estadio Suppici, Colonia del Sacramento Scheidsrechter: Jorge Larrionda (URU) |
| 14 januari 2003 22:00 | Romero 74' |     | Rivas 31' Cavenaghi 41', 69' Rodríguez 55' | Estadio Suppici, Colonia del Sacramento Scheidsrechter: Jorge Larrionda (URU) |

## Finaleronde
| Pos. | Land       | GW | W | G | V | DV | DT | +/− | Ptn. |
| ---- | ---------- | -- | - | - | - | -- | -- | --- | ---- |
| 1    | Argentinië | 5  | 3 | 2 | 0 | 8  | 2  | +6  | 11   |
| 2    | Brazilië   | 5  | 3 | 1 | 1 | 8  | 5  | +3  | 10   |
| 3    | Paraguay   | 5  | 2 | 3 | 0 | 8  | 6  | +2  | 9    |
| 4    | Colombia   | 5  | 2 | 1 | 2 | 9  | 7  | +2  | 7    |
| 5    | Uruguay    | 5  | 1 | 1 | 3 | 3  | 6  | –3  | 4    |
| 5    | Ecuador    | 5  | 0 | 0 | 5 | 4  | 15 | –11 | 0    |

|                       |             |     |                |                                                                            |
| 16 januari 2003 21:05 | Uruguay     | 1–1 | Argentinië     | Estadio Centenario, Montevideo Scheidsrechter: Wilson Souza Mendonça (BRA) |
| 16 januari 2003 21:05 | Olivera 32' |     | Pisculichi 82' | Estadio Centenario, Montevideo Scheidsrechter: Wilson Souza Mendonça (BRA) |

|                       |         |     |                                       |                                                                         |
| 17 januari 2003 20:30 | Ecuador | 1–4 | Colombia                              | Estadio Domingo Burgueño, Maldonado Scheidsrechter: Gustavo Brand (VEN) |
| 17 januari 2003 20:30 | Miña 7' |     | Montaño 4' Aguilar 9', 28' Araújo 91' | Estadio Domingo Burgueño, Maldonado Scheidsrechter: Gustavo Brand (VEN) |

|                       |                    |     |            |                                                                          |
| 17 januari 2003 22:30 | Brazilië           | 1–1 | Paraguay   | Estadio Domingo Burgueño, Maldonado Scheidsrechter: Carlos Chandía (CHI) |
| 17 januari 2003 22:30 | Carlos Alberto 20' |     | Ávalos 14' | Estadio Domingo Burgueño, Maldonado Scheidsrechter: Carlos Chandía (CHI) |

|                       |                           |     |                    |                                                                      |
| 19 januari 2003 21:05 | Paraguay                  | 2–1 | Uruguay            | Estadio Centenario, Montevideo Scheidsrechter: Héctor Baldassi (ARG) |
| 19 januari 2003 21:05 | D. López 51' Martínez 91' |     | Olivera 24' (pen.) | Estadio Centenario, Montevideo Scheidsrechter: Héctor Baldassi (ARG) |

|                       |                                           |     |         |                                                                         |
| 20 januari 2003 20:30 | Argentinië                                | 4–0 | Ecuador | Estadio Domingo Burgueño, Maldonado Scheidsrechter: Alberto Duque (COL) |
| 20 januari 2003 20:30 | Rivas 23' Zabaleta 33' Cavenaghi 63', 75' |     |         | Estadio Domingo Burgueño, Maldonado Scheidsrechter: Alberto Duque (COL) |

|                       |                              |     |                               |                                                                           |
| 20 januari 2003 22:30 | Colombia                     | 2–3 | Brazilië                      | Estadio Domingo Burgueño, Maldonado Scheidsrechter: Jorge Larrionda (URU) |
| 20 januari 2003 22:30 | Alves 51' (e.d.) Aguilar 90' |     | Melo 35' William 62' Jean 91' | Estadio Domingo Burgueño, Maldonado Scheidsrechter: Jorge Larrionda (URU) |

|                       |                   |     |           |                                                                            |
| 22 januari 2003 21:05 | Uruguay           | 2–1 | Ecuador   | Estadio Centenario, Montevideo Scheidsrechter: Wilson Souza Mendonça (BRA) |
| 22 januari 2003 21:05 | Guerrero 40', 62' |     | Barre 65' | Estadio Centenario, Montevideo Scheidsrechter: Wilson Souza Mendonça (BRA) |

|                       |          |     |           |                                                                           |
| 23 januari 2003 20:00 | Colombia | 1–1 | Paraguay  | Estadio Domingo Burgueño, Maldonado Scheidsrechter: Héctor Baldassi (ARG) |
| 23 januari 2003 20:00 | Ruiz 40' |     | Ávalos 2' | Estadio Domingo Burgueño, Maldonado Scheidsrechter: Héctor Baldassi (ARG) |

|                       |          |              |            |                                                                           |
| 23 januari 2003 22:15 | Brazilië | 0–1          | Argentinië | Estadio Domingo Burgueño, Maldonado Scheidsrechter: Carlos Amarilla (PAR) |
| 23 januari 2003 22:15 |          | Carrusca 70' |            | Estadio Domingo Burgueño, Maldonado Scheidsrechter: Carlos Amarilla (PAR) |

|                       |                       |     |            |                                                                                 |
| 25 januari 2003 18:30 | Paraguay              | 1–1 | Argentinië | Estadio Domingo Burgueño, Maldonado Scheidsrechter: Wilson Souza Mendonça (BRA) |
| 25 januari 2003 18:30 | Dos Santos 75' (pen.) |     | Pinola 51' | Estadio Domingo Burgueño, Maldonado Scheidsrechter: Wilson Souza Mendonça (BRA) |

|                       |                             |     |              |                                                                          |
| 25 januari 2003 20:30 | Colombia                    | 2–1 | Uruguay      | Estadio Domingo Burgueño, Maldonado Scheidsrechter: Carlos Chandía (CHI) |
| 25 januari 2003 20:30 | Ruiz 20' Anchico 87' (pen.) |     | Fernández 8' | Estadio Domingo Burgueño, Maldonado Scheidsrechter: Carlos Chandía (CHI) |

|                       |         |                         |          |                                                                           |
| 25 januari 2003 22:30 | Ecuador | 0–2                     | Brazilië | Estadio Domingo Burgueño, Maldonado Scheidsrechter: Jorge Larrionda (URU) |
| 25 januari 2003 22:30 |         | Cleiton Xavier 66', 83' |          | Estadio Domingo Burgueño, Maldonado Scheidsrechter: Jorge Larrionda (URU) |

|                       |                              |     |                                            |                                                                    |
| 28 januari 2003 18:00 | Ecuador                      | 2–3 | Paraguay                                   | Estadio Centenario, Montevideo Scheidsrechter: Gustavo Brand (VEN) |
| 28 januari 2003 18:00 | Borja 28' Bolaños 81' (pen.) |     | B. López 44' (pen.) Barreto 73' Rotela 88' | Estadio Centenario, Montevideo Scheidsrechter: Gustavo Brand (VEN) |

|                       |                          |     |              |                                                                      |
| 28 januari 2003 20:00 | Brazilië                 | 2–1 | Uruguay      | Estadio Centenario, Montevideo Scheidsrechter: Héctor Baldassi (ARG) |
| 28 januari 2003 20:00 | Dagoberto 16' Jussiê 89' |     | Martínez 64' | Estadio Centenario, Montevideo Scheidsrechter: Héctor Baldassi (ARG) |

|                       |               |     |          |                                                                      |
| 28 januari 2003 22:00 | Argentinië    | 1–0 | Colombia | Estadio Centenario, Montevideo Scheidsrechter: Jorge Larrionda (URU) |
| 28 januari 2003 22:00 | Cavenaghi 75' |     |          | Estadio Centenario, Montevideo Scheidsrechter: Jorge Larrionda (URU) |

1954 · 1958 · 1964 · 1967 · 1971 · 1974 · 1975 · 1977 · 1979 · 1981 · 1983 · 1985 · 1987 · 1988 · 1991 · 1992 · 1995 · 1997 · 1999 · 2001 · 2003 · 2005 · 2007 · 2009 · 2011 · 2013 · 2015 · 2017 · 2019 · 2023

Jeugdtoernooi CONMEBOL mannen: onder 17 · onder 15

Jeugdtoernooi CONMEBOL vrouwen: onder 20 · onder 17